# 李文傑 (香港政治人物)
李文傑（英語：Andrew Lee Man-kit），香港建制派民建聯政治人物，現任香港大埔區議會地區委員會界別議員。

## 早年生涯
李文傑就讀資訊科技出身，曾經於金融界工作，至2016年投身政治。

## 政治參與及爭議

### 2019年香港區議會選舉涉刻意遮蓋對手文宣
於2019年香港區議會選舉，李文傑於油麻地北選區出選，挑戰現任獨立民主派議員林健文。選舉前夕，林健文指李文傑於區內不斷四處張貼他所屬的油旺動力的活動海報，其海報全都遮蓋林的海報，批評對方做法無恥。
最終，林健文取得67.42%選票，擊敗李文傑。

### 2020年香港立法會選舉
於2020年香港立法會選舉，李文傑加入另一親中派候選人陳凱欣之團隊，排名第四。由於該名單除了陳凱欣之外，同時結合自由黨（何顯明），工聯會的成員，故被視為建制派「大團結」的一面。但此等經濟左翼與右翼共同出選安排，被《香港01》評為四不像名單，把階級立場、政見政綱、民生議題都給拋諸腦後。

## 資料來源
1. ↑  .   [2020-07-23]. （原始内容存档于2021-02-25）.
2. ↑  . 蘋果日報 (香港). 2019-06-20  [2020-08-09]. （原始内容存档于2020-07-22）.
3. ↑  .   [2020-07-22]. （原始内容存档于2021-01-25）.
4. ↑  . 香港獨立媒體網. 2020-07-16  [2020-08-09]. （原始内容存档于2020-07-17）.
5. ↑  翟睿敏. . 香港01. 2020-07-21  [2020-08-09]. （原始内容存档于2020-07-23）.
6. ↑  . 香港01. 2020-07-23  [2020-08-09]. （原始内容存档于2020-07-24）.